# Llengües zenetes orientals
Les llengües zenetes orientals (Blench, 2006) o Tunisià i Zuwara (Kossmann, 2013) són un grup de les llengües zenetes amazigues parlades a Tunísia i Líbia.
Marteen Kossmann considera les varietats més orientals dels dialectes zenetes com a transició a Llengües amazigues orientals, però són força diferents del veí nafusi.
D'acord amb Kossmann, el continu dialectal de l'amazic de Tunísia i Zuwara consisteix en les varietats parlades a la part continental de Tunísia (sened (extingit), matmata i tataouine), gerbi i zuwara, però no nafusi que es considera un dialecte de les llengües amazigues orientals.
Després de Kossmann, Roger Blench (2006) considerà que el zenete oriental és un continu dialectal format pel sened (extingit, inclou el tmagurt), gerbi, Matmata (Tamezret, Zrawa i taujjut), i nafusi.